# 大阪府立福井高等学校
大阪府立福井高等学校（おおさかふりつ ふくいこうとうがっこう）は、大阪府茨木市西福井三丁目に所在する公立の高等学校。

## 概要
1984年に開校した。開校当初は一般の全日制普通科高等学校だったが、2001年に普通科総合選択制に改編され、さらに2015年度入学生から総合学科へ転換した。
総合学科では、2年次に「国際コミュニケーション」「福祉ヒューマニティー」「スポーツ健康」「情報表現」「環境自然」「理数」の6つのエリアの中から1つを選択する。また本校ではドリカム（正式な科目名は「産業社会と人間」）と呼ばれる講座が設置されている。
2015年度より日本語指導が必要な帰国生徒・外国人生徒選抜を実施し、外国からの帰国生徒や外国人生徒を積極的に受け入れている。
交通事情により茨木台（京都府亀岡市東別院町鎌倉見立）からの越境通学が認められている。

## 沿革
- 1983年6月19日 - 校舎建設工事に着工。この日を創立記念日とする[1]。
- 1984年 - 大阪府立福井高等学校として開校。全日制普通科を設置。
- 2001年 - 普通科総合選択制に改編。
- 2015年 - 総合学科に改編。「中国等帰国生徒及び外国人生徒選抜」（翌2016年度より「日本語指導が必要な帰国生徒・外国人生徒入学者選抜」に名称変更）を導入[1]。

## 交通
- 東海道本線茨木駅または阪急京都線茨木市駅から阪急バス乗車、福井バス停下車。